# ブハラ・アレーナ
ブハラ・アレーナ(英: Buxoro Arena)は、ウズベキスタン南西部にあり、トルクメニスタンのテュルクメナバートと国境を接する街ブハラにある多目的スタジアムである。

## 概要
2002年にブハラ・マルカジイ・スタジアムとして設立された。一旦スポルト・マジュムアシ・スタジアムと改称した後、2011年、ウズベキスタンで2012年に開催される予定だった2012 FIFA U-20女子ワールドカップ に向け改修工事が行われ、2012年3月にブハラ・アレーナと改称された。収容人数は22,700人。
主にサッカーの試合に用いられ、ウズベク・リーグに所属するFKブハラがホームスタジアムとして使用している。

## 交通アクセス
ブハラ国際空港よりタクシーで約10分。